# Liste der Mitglieder der Preußischen Nationalversammlung
Die Liste der Mitglieder der Preußischen Nationalversammlung verzeichnet die Abgeordneten der
Preußischen Nationalversammlung. Sie ging nach der Deutschen Revolution 1848/1849 aus den ersten allgemeinen Wahlen in Preußen hervor. Ihre Aufgabe war die Ausarbeitung einer Verfassung für das Königreich Preußen. Sie bestand vom 22. Mai 1848 bis zum 5. Dezember 1848, als sie durch königliche Order wieder aufgelöst wurde.

## Zusammensetzung
| Mitgliedsgruppen 1848/49 |          |
| Kategorien               | Personen |
| Verwaltungsbeamte        | 73       |
| Justizbeamte             | 87       |
| Lehrberufe               | 26       |
| Staatsdiener (Summe)     | 186      |
| Geistliche               | 51       |
| Freiberufler             | 17       |
| Wirtschaftsbürgertum     | 39       |
| Landwirte/Gutsbesitzer   | 73       |
| Handwerker               | 18       |
| unklar                   | 9        |
| insgesamt                | 393      |

Insgesamt war die Preußische Nationalversammlung in Berlin deutlich stärker vom unteren Mittelstand und weniger vom Bildungsbürgertum geprägt als die Frankfurter Nationalversammlung. Dabei spielte eine Rolle, dass die bekannteren Persönlichkeiten in den Wahlkreisen tendenziell eher nach Frankfurt entsandt wurden, während die Berliner Abgeordneten volksnäher waren.
Eine Quelle für diese Liste sind die Bände 4–10 der Acta Borussica. Eine Gesamtzusammenstellung findet sich im 3. Band der Berliner Revolutionschronik und in der preußischen Parlamentszeitung Nr. 1 vom 22. Mai 1848
Erklärung der Kennzeichnungen
– Nachrücker *

– nicht in der preußischen Parlamentszeitung oder in der Berliner Revolutionschronik **

– nur in preußischen Parlamentszeitung enthalten ***

## Liste der Mitglieder

### A
| Name                             | Lebensdaten | Beruf                                                                      | Wahlkreis             |
| -------------------------------- | ----------- | -------------------------------------------------------------------------- | --------------------- |
| Bruno Abegg                      | 1803–1848   | Beamter                                                                    | Kreuznach             |
| Abegg                            |             | Kommerzienrat                                                              | Danzig                |
| Adams***                         |             | Justizrat                                                                  | Koblenz               |
| Albrecht von Alvensleben**       | 1794–1858   | Staatsminister                                                             |                       |
| Franz Joseph Aldenhoven*         | 1803–1872   | Gutsbesitzer in Zons (Kreis Neuss), Direktor der Colonia-Hagelversicherung | Neuss                 |
| Alff, Peter                      | 1806–1857   | Professor der Philosophie, Pfarrer in Alsdorf                              | Bitburg               |
| Althaus, Andreas Joseph          |             | Bürgermeister                                                              | Heiligenstadt         |
| Andersch                         |             | Gutsbesitzer                                                               | Kr. Niederung         |
| Anderson                         |             | Oberlandesgerichtsrat                                                      | Frankfurt an der Oder |
| Carl Anwandter                   | 1801–1889   | Apotheker                                                                  | Kalau                 |
| Arnold, Carl Gottlieb            | 1807–1877   | Maurermeister aus Fürstenwalde                                             | Lebus                 |
| Arnold                           |             | Gutsbesitzer aus Hochstrieß                                                | Landkreis Danzig      |
| Arntz, Aegidius Rudolph Nikolaus | 1812–1884   | Dr. jur., Professor in Brüssel                                             | Cleve                 |
| Alfred von Auerswald             | 1797–1870   | Generallandschaftsdirektor                                                 |                       |
| Rudolf von Auerswald             | 1795–1866   | Ministerpräsident                                                          |                       |

### B

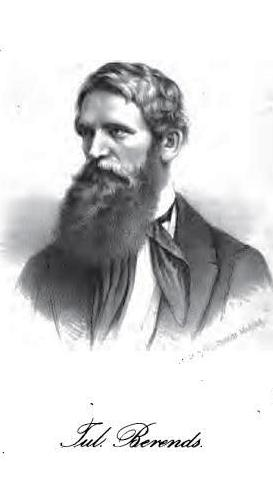
Julius Berends
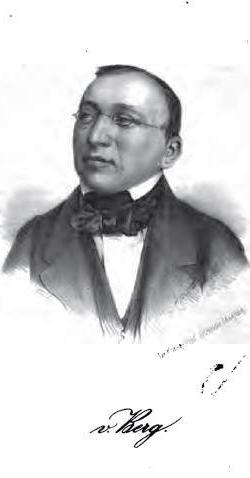
Philipp von Berg
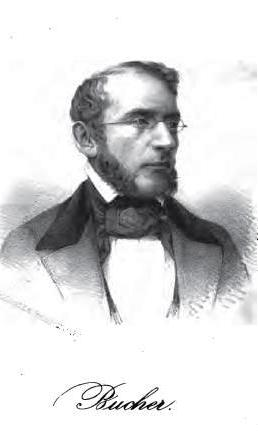
Lothar Bucher

| Name                               | Lebensdaten      | Beruf                                                                         | Wahlkreis                   |
| ---------------------------------- | ---------------- | ----------------------------------------------------------------------------- | --------------------------- |
| Bading                             |                  | Kreisgerichtsassesor                                                          | Kreis Jüterbogk-Lukkenwalde |
| August Ballnus                     | 1807–1871        | Pastor aus Czychen (Kreis Oletzko)                                            | Tecklenburg                 |
| Eduard Wilhelm Baltzer             | 1814–1887        | Theologe und Pastor, Vorsteher der Freien Gemeinde Nordhausen                 | Nordhausen                  |
| Kurt von Bardeleben**              | 1796–1854        | Landrat                                                                       |                             |
| Bartmann                           |                  | Pfarrer                                                                       | Tecklenburg                 |
| Bauer                              |                  | Geheimer Revisionsrat                                                         | Berlin                      |
| Bauer                              |                  | Mühlenbesitzer                                                                | Pillkallen                  |
| Bauer                              | ? –1850 od. 1851 | Landrat                                                                       | Krotoschin                  |
| Johann Joseph Bauerband            | 1800–1878        | Jurist, Kronsyndikus, Professor für Privat- und Prozeßrecht an der Univ. Bonn | Krefeld                     |
| Eduard Baumstark                   | 1807–1889        | Jurist, Leiter d. Akademie Eldena                                             | Greifswald                  |
| Johann Nicola Baur                 | 1808–1874        | Kaufmann                                                                      | Adenau                      |
| Francisek Bazynski                 | 1801–1876        | Propst aus Neustadt bei Pinne [Lwówek]                                        | Buk                         |
| Becker, Joseph*                    |                  | Gutsherr in Ettenhausen (jetzt Bonn)                                          | Bonn-Sieg                   |
| Beeck                              |                  | Dr. med., Kreisphysikus                                                       | Preußisch Holland           |
| Ottomar Behnsch                    | 1813–1869        | Dr. phil. aus Breslau                                                         | Waldenburg                  |
| Beisert, Friedrich Wilhelm         | 1816–?           | Konrektor, später Gymnasialdirektor in Bunzlau                                | Lauban                      |
| Julius Berends                     | 1817–1891        | Unternehmer, Führer d. Berliner Handwerkervereins                             | Berlin                      |
| Philipp von Berg                   | 1816–1866        | kath. Pfarrer                                                                 | Jülich                      |
| Bergmann, Friedrich                |                  | Papierfabrikant aus Neue Mühle (Neumühle bei Tangeln)                         | Salzwedel                   |
| von Besser                         |                  | Landrat                                                                       | Thorn                       |
| Bigge                              |                  | kath. Pfarrer                                                                 | Meschede                    |
| Anton Joseph Binterim              | 1779–1855        | kath. Pfarrer                                                                 | Neuß                        |
| Bleibtreu, Gustav                  | 1809–1881        | Industrieller                                                                 | Bonn-Sieg                   |
| Bliesner                           |                  | Kassen-Rendant in Rügenwalde                                                  | Schlawe                     |
| Blockhagen, Valentin               | 1809–1873        | Erzpriester in Allenstein                                                     | Allenstein                  |
| Anton Bloem                        | 1814–1884        | Advokat                                                                       | Düsseldorf                  |
| Friedrich Bloemer                  | 1807–1872        | Jurist, Obertribunalrat                                                       | Düsseldorf                  |
| Johann Gottfried Boltze            | 1802–1868        | Zuckerrübenbauer                                                              | Saalekreis                  |
| Karl Boost                         | 1802–1877        | Arzt                                                                          | Cochem                      |
| Friedrich Borchard                 | 1804–1857        | Rechtsanwalt in Köln                                                          | Berncastel                  |
| Bormann                            |                  | Gastwirt                                                                      | Liebenwerda                 |
| Born                               |                  | Geometer aus Sonnenburg                                                       | Sternberg                   |
| Friedrich Wilhelm Ludwig Bornemann | 1798–1864        | Jurist, Vize-Obertribunalrat, Kronsyndikus                                    |                             |
| Georg von Borries                  | 1811–1870        | Landrat                                                                       | Herford                     |
| Franz Anton Bracht**               | 1773–1862        | Jurist, Beamter                                                               |                             |
| Wilhelm August Bredt               | 1817–1895        | Jurist, Bürgermeister v. Barmen                                               | Elberfeld                   |
| Brehmer, Gustav                    | 1811–1879        | Dr., Oberlehrer aus Putbus                                                    | Bergen                      |
| Brehmer*                           |                  | Oberlandesgerichtsassessor                                                    | Birnbaum                    |
| Brendel                            |                  | Gastwirt                                                                      | Löwenberg                   |
| Julius Brill                       | 1816–1882        | Schriftsetzer, in New York Fotograf                                           | Breslau                     |
| Joseph Brockhausen*, **            | 1809–1886        | Richter                                                                       | Immediatstadt Münster       |
| von Brodowski, Alexander           |                  | Gutsbesitzer, General-Landschafts-Direktor auf Geiersdorf                     | Schrimm                     |
| Broich, Christian                  | ? –1876          | Friedensrichter und Justizrat                                                 | Grevenbroich                |
| Magnus von Brünneck                | 1786–1866        | Gutsbesitzer und Militär                                                      | Lebus                       |
| Peter Brüninghaus                  | 1794–1865        | Gutsbesitzer und Fabrikant in Brüninghausen                                   | Altena                      |
| Lothar Bucher                      | 1817–1892        | Jurist, Journalist, enger Mitarbeiter Bismarcks                               | Stolp                       |
| Bulla*                             |                  | Justizkommissar                                                               | Lauban                      |
| Bumbke                             |                  | Kurat                                                                         | Oppeln                      |
| Burckhardt                         |                  | Ortsrichter aus Weißenborn                                                    | Weißenfeld                  |
| Bußmann                            |                  | Rittergutsbesitzer aus Owieczki                                               | Gnesen                      |

### C
| Name                                                            | Lebensdaten     | Beruf                         | Wahlkreis  |
| --------------------------------------------------------------- | --------------- | ----------------------------- | ---------- |
| Ludolf Camphausen                                               | 1803–1890       | Bankier, Ministerpräsident    | Duisburg   |
| Christian August von Schleswig-Holstein-Sonderburg-Augustenburg | 1798–1869       | Herzog                        |            |
| Chrusz                                                          |                 | Fleischer aus Lubom           | Ratibor    |
| August Cieszkowski                                              | 1814–1894       | Philosoph                     | Posen      |
| Claußen, Karl Wilhelm                                           | 1811– nach 1884 | Gymnasiallehrer in Rastenburg | Rastenburg |
| Conditt                                                         |                 | Land- und Stadtgerichtsrat    | Angerburg  |
| Johann Contzen                                                  | 1809–1875       | Oberbürgermeister v. Aachen   |            |

### D
| Name                        | Lebensdaten | Beruf                                              | Wahlkreis            |
| --------------------------- | ----------- | -------------------------------------------------- | -------------------- |
| Karl August Dahmen          | 1788–1874   | Apotheker                                          | Ahrweiler            |
| Heinrich Dallmann           | 1799–1868   | Kolon/Ökonom aus Elverdissen                       | Herford              |
| Adolf von Damnitz           | 1812–1863   | Justizkommissar aus Reichenbach                    | Ahrweiler            |
| Joseph Dane                 | 1813–1882   | Dr. jur., Rechtsanwalt in Erwitte                  | Lippstadt            |
| Alexander Edler von Daniels | 1800–1868   | Jurist, Obertribunalrat, Kronsyndikus              | Erkelenz             |
| Dehnel                      |             | Brauer                                             | Schivelbein          |
| Dethloff                    |             | Kreisjustizrat                                     | Jauer                |
| Dierschke                   |             | Justizkommissar aus Jauer                          | Ohlau                |
| Diesterweg, Karl            | ? –1896     | Justizrat in Atzbach bei Wetzlar                   | Wetzlar              |
| Dittrich                    |             | Schulze aus Roschwitz                              | Glatz                |
| Dobberkau                   |             | Mühlenbesitzer                                     | Gardelegen           |
| Eduard Moritz Doerk         | 1792–1867   | Land- und Stadtgerichtsrat in Eisleben             | Mansfelder Seekreis  |
| Franz Drepper               | 1787–1855   | Bischof von Paderborn                              | Paderborn            |
| Hermann Carl Rudolf Duncker | 1817–1893   | Stadtsyndikus und zweiter Bürgermeister von Berlin | Berlin               |
| Dünner*                     |             | Dechant                                            | Wipperfürth          |
| Ignaz Dziadek               | 1812–       | Freibauer aus Polnisch Müllmen                     | Neustadt (Schlesien) |

### E

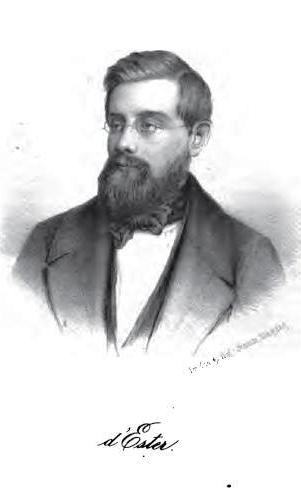
Carl d’Ester

| Name                           | Lebensdaten | Beruf                                                               | Wahlkreis      |
| ------------------------------ | ----------- | ------------------------------------------------------------------- | -------------- |
| Ebel                           |             | Erbscholtiseibesitzer (Schultheiß)                                  | Frankenstein   |
| Anton Eichhorn**               | 1809–1869   | kath. Geistlicher und Historiker                                    | Braunsberg     |
| Eichner                        |             | Gerichtsscholze aus Osten                                           | Guhrau         |
| Moritz Elsner                  | 1809–1894   | Leiter d. „Breslauer Morgenzeitung“                                 | Hirschberg     |
| Eduard Friedrich von Enckevort | 1808–1883   | Rittergutsbesitzer und Kreisdeputierter in Vogelsang bei Uckermünde | Uckermünde     |
| Esser                          |             | Justizrat                                                           | Landkreis Köln |
| Esser                          |             | Justizrat                                                           | Wipperfürth    |
| Esser*                         |             | Geheimer Oberrevisionsrat                                           | Rheinbach      |
| Carl d’Ester                   | 1813–1859   | Mediziner und demokratischer Publizist                              | Mayen          |
| Joseph Euler                   | 1804–1886   | Notar                                                               | Düsseldorf     |
| Evelt, Joseph                  | 1794–1861   | Land- und. Stadtgerichts-Direktor aus Dorsten                       | Borken         |

### F
| Name                   | Lebensdaten | Beruf                                           | Wahlkreis            |
| ---------------------- | ----------- | ----------------------------------------------- | -------------------- |
| Feldhaus               |             | Schullehrer                                     | Gummersbach          |
| August Feyerabend      | 1809–1882   | Bürgermeister v. Heiligenbeil                   | Heiligenbeil         |
| Fischer                |             | Oberlandesgerichts-Referendar aus Rietberg      | Wiedenbrück          |
| Heinrich Fischer       | 1807–1879   | Bürgermeister von Warburg                       | Warburg              |
| Fleischer              |             | Kreisgerichtsassessor                           | Franzburg            |
| Flemming               |             | Kaufmann                                        |                      |
| Fließbach              |             | Bürgermeister                                   | Wittenberg           |
| Forstmann              |             | Kaufmann aus Werden                             | Duisburg             |
| Ferdinand Förstemann** |             | Publizist, Verleger in Nordhausen               | Paderborn            |
| Francke                |             | Bürgermeister                                   | Ziegenbrück          |
| Frencken               |             | Regierungs- und Schulrat aus Aachen             | Schleiden            |
| Fretzdorf(f)           |             | Kaufmann aus Stettin                            | Randow               |
| Friedrich              |             | Gastwirt aus Oberglogau                         | Neustadt (Schlesien) |
| Friedrich*             |             | Gerichtsschulze aus Massin bei Balz             | Landsberg a.W.       |
| Funcke                 |             | Dr. med.                                        | Recklinghausen       |
| Funke, Carl            |             | Ökonom und Gutsbesitzer aus Hausen bei Vorhalle | Hagen                |
| Furbach, Ernst*        | 1802–1857   | Justizkommissar                                 | Berlin               |

### G
| Name                          | Lebensdaten | Beruf                                                    | Wahlkreis             |
| ----------------------------- | ----------- | -------------------------------------------------------- | --------------------- |
| Johannes von Geissel          | 1796–1864   | Erzbischof                                               | Köln                  |
| Franz Ferdinand Gellern       | 1800–1879   | Justizrat                                                | Minden                |
| Friedrich Anton Gelshorn      | 1814–1875   | kath. Priester                                           | Arnsberg              |
| Wilhelm von Gerlach           |             | Regierungspräsident a. D.                                | Frankfurt an der Oder |
| August Geßler                 | 1811–unb.   | Jurist                                                   | Schubin               |
| Rudolf Eduard Julius Gierke   | 1807–1855   | Jurist, Staatsminister, OLG-Präsident                    | Stettin               |
| Anton Gladbach                | 1808–1873   | Lehrer aus Odenthal, später Polizeispitzel               | Mühlheim              |
| Gorzolka, Martin              |             | Bauer, Freigärtner in Groß-Borek                         | Rosenberg             |
| Gottlieb                      |             | Ratsmann aus Falkenburg                                  | Dramburg              |
| Graach-Elinghuysen            |             | Gutsbesitzer aus Zeltingen                               | Zell                  |
| Wilhelm Grabow                | 1802–1874   | Oberbürgermeister v. Prenzlau                            | Berlin                |
| Johann Baptist Grach          | 1793–1851   | Gutsherr aus Zeltingen-Rachtig                           | Zell                  |
| Josef Erasmus Graeff          | 1803–1877   | Landgerichtsrat aus Trier                                | Trier Land            |
| Alexander Grebel              | 1806–1870   | Friedensrichter aus St. Goar                             | Koblenz               |
| Karl Groddeck*                | 1794–1877   | Jurist                                                   | Danzig                |
| Wilhelm Friedrich Groos       | 1801–1874   | Landrat d. Landkreises Wittgenstein                      | Wittgenstein          |
| Grooß                         |             | Gutsbesitzer aus Grünwalde                               | Darkehnen             |
| Karl Theodor Ferdinand Grün** | 1817–1887   | Publizist                                                |                       |
| Guittienne, Johannes          | 1809–1889   | Gutsbesitzer und Bürgermeisterverwalter in Ihn/Saarlouis | Saarlouis             |

### H
| Name                                  | Lebensdaten    | Beruf                                               | Wahlkreis                         |
| ------------------------------------- | -------------- | --------------------------------------------------- | --------------------------------- |
| Friedrich Haase**                     | 1808–1867      | Philologe, Hochschullehrer                          |                                   |
| Eli von Haber                         | 1807–1881      | Arzt                                                | Rybnik                            |
| Haen[s]el                             |                | Bauer aus Schenrowitz                               | Lublinitz                         |
| Hagen, Laurens (Laurenz?)             |                | aus Allner, jetzt Hennef                            | Bonn-Sieg                         |
| Hahn                                  |                | Land- und Stadtrichter aus Bischofstein, Ostpreußen | Rössel                            |
| Rudolf Hahnrieder                     | 1815–1872      | Gutsbesitzer                                        | Olschewen bei Rhein, Kr. Sensburg |
| Hambloch                              |                | Kaufmann                                            | Siegen                            |
| Hammer                                |                | Friedensrichter aus St. Vith                        | Malmedy                           |
| Hanisch                               |                | Bauer aus Manowitz                                  | Leobschütz                        |
| Hanow, Gustav Ludwig Rudolf           | 1806– ?        | Waisenhausdirektor                                  | Züllichau                         |
| David Hansemann                       | 1790–1864      | Minister                                            | Aachener Landkreis                |
| Johann Anton Joseph Hansen            | 1801–1875      | Theologe, Historiker                                | Ottweiler                         |
| Friedrich Harkort                     | 1793–1880      | Maschinenfabrikant                                  | Hagen                             |
| Harrassowitz, Gustav Adolph           |                | Kammergerichtsrat aus Alt-Schöneberg                | Teltow                            |
| Hartmann, Ludwig                      | 1811–1882      | Justizrat aus Jastrow                               | Deutschkrone                      |
| von Hartmann*                         |                | Geheimer Rat                                        | Münster                           |
| Karl Joseph Haugh                     | 1812–1886      | Richter                                             |                                   |
| Haus[s]mann                           |                | Bauerngutsbesitzer aus Lieske                       | Hoyerswerda                       |
| Haußmann                              |                | Ober-Kaplan und Pfarradministrator                  | Glatz                             |
| Heisig                                |                | Pfarrer aus Kunzendorf                              | Habelschwerdt                     |
| Hellmann*                             |                | Justizrat                                           | Cosel                             |
| Hentrich, Christian Wilhelm Christoph | 1795–nach 1866 | Land- und Stadtgerichtsdirektor aus Heiligenstadt   | Worbis                            |
| Heyche (od. Hepche?)                  |                | Pastor aus Leutmannsdorff                           | Schweidnitz                       |
| Herbertz, Balthasar Napoleon          | 1807–1873      | Gutsbesitzer und Fabrikant in Uerdingen             | Krefeld                           |
| Herbold                               |                | Rektor aus Bibra                                    | Eckartsberga                      |
| Andreas Herholz                       |                | Erzpriester                                         | Heilsberg                         |
| Herrmann                              |                | Bauer                                               | Hoyerswerda                       |
| Herrmann, Gustav                      |                | Kommis aus Langenberg                               | Elberfeld                         |
| Herrmann                              |                | Gärtner und Häusler aus Lauterbach                  | Sprottau                          |
| Franz Hugo Hesse                      | 1804–1861      | Diplomat                                            | Solingen                          |
| Nikolaus Hesse                        | 1794–1868      | Bürgermeister in Brilon                             | Saarbrücken                       |
| August Freiherr von der Heydt**       | 1801–1874      | Bankier, Finanzminister                             |                                   |
| Heyne*                                |                | Bürgermeister                                       | Bromberg                          |
| Ludwig Hildenhagen                    | 1809–1893      | Pastor                                              | Bitterfeld                        |
| Hiller                                |                | Buchbindermeister                                   | Neumarkt/Schlesien                |
| Hofer                                 |                | Bauer aus Klein-Degasen                             | Stallupönen                       |
| Ernst Ewald Albert Hofferichter       | 1809–nach 1872 | Kaufmann                                            | Glogau                            |
| Horn*                                 |                | Gutsbesitzer aus Ottenhausen                        |                                   |
| Clamor Huchzermeyer                   | 1809–1899      | Theologe                                            | Bielefeld                         |
| Johann Hermann Hüffer                 | 1784–1855      | Verleger                                            | Münster                           |

### I
| Name  | Lebensdaten | Beruf                                       | Wahlkreis |
| ----- | ----------- | ------------------------------------------- | --------- |
| Igel  |             | Lehrer aus Prauß                            | Nimptsch  |
| Iwand |             | Müllermeister aus Kryschanowitz/Oberschles. | Trebnitz  |

### J

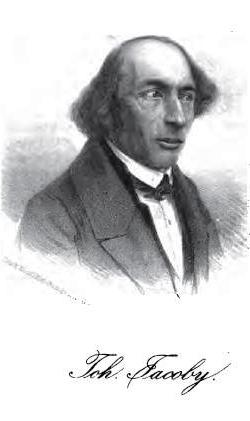
Johann Jacoby
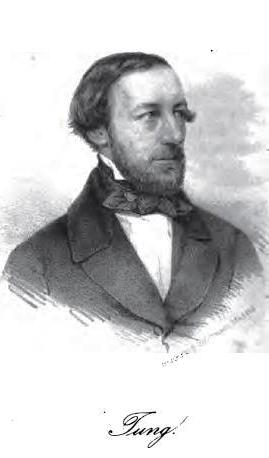
Georg Jung

| Name           | Lebensdaten | Beruf                 | Wahlkreis |
| -------------- | ----------- | --------------------- | --------- |
| Johann Jacoby  | 1805–1877   | Arzt in Königsberg    | Berlin    |
| Jahr           |             | Justitiar             | Cottbus   |
| Jander         |             | Pfarrer aus Kamitz    | Neisse    |
| Jansing        |             | Kolonist aus Haltern  | Coesfeld  |
| Jonas, Wilhelm |             | Geheimer Revisionsrat | Berlin    |
| Ludwig Jonas   | 1797–1859   | Theologe              | Potsdam   |
| Georg Jung     | 1814–1886   | Landgerichtsassessor  | Berlin    |
| Jungbluth      |             | Advokat               | Aachen    |

### K

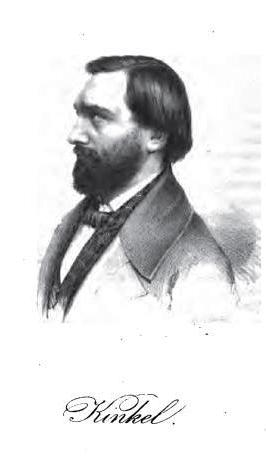
Gottfried Kinkel
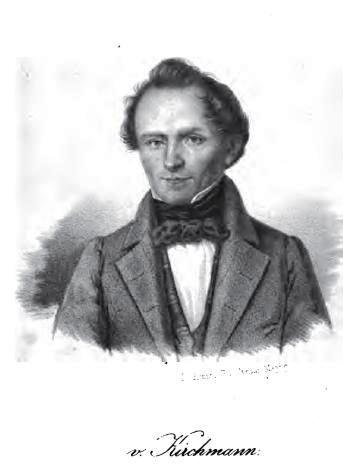
Julius von Kirchmann
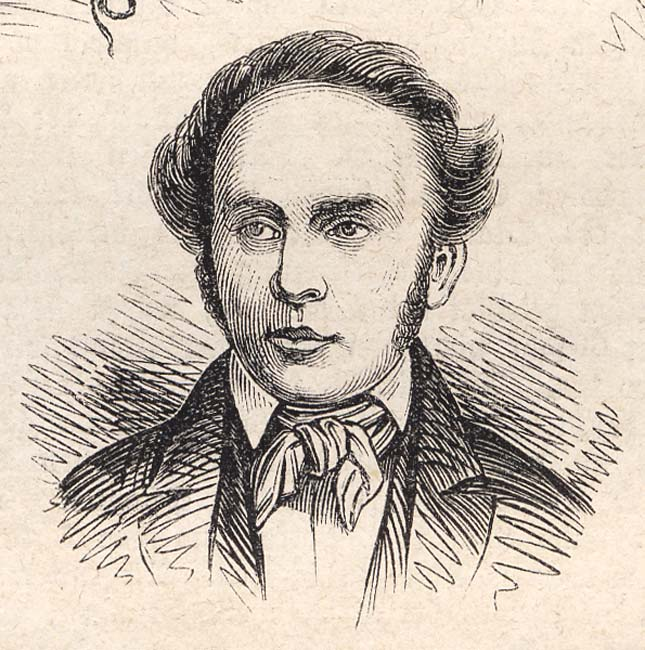
Goswin Krackrügge

| Name                              | Lebensdaten | Beruf                                           | Wahlkreis    |
| --------------------------------- | ----------- | ----------------------------------------------- | ------------ |
| Kämpf, Friedrich Heinrich         | 1810–1888   | Oberlehrer                                      | Neu-Ruppin   |
| Kaul                              |             | Friedensrichter                                 | Saarburg     |
| Keferstein, Friedrich             | 1813–1885   | Rektor und Pastor                               | Crossen      |
| Kehl                              |             | Justizkommissar                                 | Duisburg     |
| Keiser                            |             | Kommerziant                                     | Lübbecke     |
| Kette                             |             | Geheimer Oberregierungsrat aus Berlin           | Osterburg    |
| Wilderich Freiherr von Ketteler   | 1809–1873   | Gutsbesitzer                                    | Tecklenburg  |
| Gottfried Kinkel**                | 1815–1882   | Professor f. Kunst-/Literaturgeschichte         | Bonn-Sieg    |
| Kiolbassa                         |             | Freigärtner aus Schwieben                       | Gleiwitz     |
| Julius von Kirchmann              | 1802–1884   | Jurist, OLG-Vizepräsident                       | Berlin       |
| Kirstein                          |             | Bürgermeister                                   | Anklam       |
| Klatte                            |             | Schulze aus Frauenhagen                         | Angermünde   |
| Klemm                             |             | Schmied aus Schwiergoczyn                       | Graudenz     |
| Klingenberg, Jan Karol Antoni     | 1814–1895   | Dechant                                         | Löbau        |
| Klinkhammer                       |             | Referendar aus Urft                             | Schleiden    |
| Moritz Klotz**                    | 1813–1892   | Richter                                         |              |
| Knauth, Constanz Theophil Hermann | 1814–1864   | Dr. med. aus Ruß                                | Heydekrug    |
| Kochs                             |             | Landgerichtsrat                                 | Geldern      |
| Köhler, Rudolph Otto Heinrich     |             | Landgerichtsrat                                 | Marienwerder |
| Gustav Köhler*                    | 1806–1865   | Stadtrat                                        | Görlitz      |
| Konietzko                         |             | Kreissekretär                                   | Lötzen       |
| Körf[f]gen                        |             | Friedensrichter aus Kerpen                      | Bergheim     |
| Raphael Kosch                     | 1803–1872   | Arzt in Königsberg                              | Königsberg   |
| Kösling                           |             | Kämmerer                                        | Wehlau       |
| Kaspar Franz Krabbe               | 1794–1866   | Schulrat und Domdechant                         | Kempen       |
| Goswin Krackrügge                 | 1803–1881   | Kaufmann, Publizist, Herausgeber                | Erfurt       |
| von Kraszewski                    |             | Gutsbesitzer aus Tarkowo                        | Inowraclaw   |
| Krause                            |             | Erbscholtiseibesitzer                           | Sprottau     |
| Krause                            |             | Bürgermeister                                   | Lüben        |
| Krüger                            |             | Kaufmann                                        | Minden       |
| Krüger                            |             | Kruggutbesitzer                                 | Spremberg    |
| Georg Heinrich Kruhl              | 1798–1870   | Gymnasialdirektor                               | Leobschütz   |
| Friedrich von Kühlwetter**        | 1809–1882   | Verwaltungsdirektor                             |              |
| Kühnemann                         |             | Stadt- und Landgerichtsdirektor                 | Insterburg   |
| Küpfer, Heinrich Carl Wilhelm     | 1792–1865   | Legationsrat aus Czaycze                        | Wirsitz      |
| Kuhr, Johann Wilhelm              | 1792–1882   | Rittmeister a. D. und Gutsbesitzer aus Splitten | Tilsit       |
| Heinrich Kunth                    |             | Bürgermeister aus Wittstock                     | Ostprignitz  |
| Kunz                              |             | Dr. med. aus Kriescht                           | Sternberg    |
| Kutzen                            |             | Bürgermeister                                   | Neisse       |
| Kutzner                           |             | Gerichtsschulze aus Biegnitz                    | Glogau       |
| Franz Ulrich Kyll*                | 1795–1868   | Advokat und Justizrat                           | Köln         |

### L
| Name                         | Lebensdaten    | Beruf                                 | Wahlkreis              |
| ---------------------------- | -------------- | ------------------------------------- | ---------------------- |
| Larraß                       |                | Gastwirt aus Baarsdorf                | Rothenburg/Oberlausitz |
| Karl Wilhelm Laßwitz**       | 1809–1879      | Kaufmann                              |                        |
| Lefarth*                     |                | Pfarrer                               | Brilon                 |
| Gisbert Lensing              | 1783–1856      | kath. Priester                        | Nees                   |
| Hermann von Leipziger        | 1814–1886      | Rittergutsbesitzer                    | Chedziesen             |
| Wojciech von Lipski          | 1805–1855      | Gutsbesitzer in Lewkow                | Adelnau                |
| Florenty von Lisiecki        | 1810–1875      | Justizkommissar                       | Pleschen               |
| Loos                         |                | Justizkommissar                       | Aschersleben           |
| Maximilian August von Loë    |                | Bürgermeister von Weeze, Gutsbesitzer | Geldern                |
| Lohff                        |                | Kossätenhofbesitzer aus Karwitz       | Schlawe                |
| Luckhaus                     |                | Kaufmann                              | Lennep                 |
| Ludewig, Gottfried Ferdinand | 1809– ca. 1890 | Stadtrat                              | Mühlhausen             |
| Lüdicke, Carl                | 1807–1879      | Justizrat aus Berlin                  | Templin                |

### M
| Name                        | Lebensdaten  | Beruf                                                                 | Wahlkreis                      |
| --------------------------- | ------------ | --------------------------------------------------------------------- | ------------------------------ |
| Maager                      |              | Stadtverordnetenvorsteher aus Kolberg                                 | Fürstenthum (Reg.-Bez. Köslin) |
| Maaß                        |              | Justizkommissar                                                       | Landsberg                      |
| Mätze, Ernst Gustav         | 1817–1891    | Rektor aus Bernstadt, Steuerverweigerer. 1849 nach Texas ausgewandert | Oels                           |
| Adolph Maetzke              | * um 1799    | Geheimer Oberregierungsrat aus Adlershof                              | Teltow                         |
| Marczynowsky                |              | Domänenintendant                                                      | Lyck                           |
| Marschhausen                |              | Papierfabrikant aus Hasserode                                         | Wernigerode                    |
| Medes                       |              | Oberregierungsrat                                                     | Bromberg                       |
| Johann August Messerich     | 1806–1876    | Advokat aus Trier                                                     | Bitburg                        |
| Karl Freiherr von Meusebach | 1814–1862    | Diplomat, Generalkonsul, Minister-Resident                            | Mansfelder Gebirgskreis        |
| Meyer                       |              | Kaufmann aus Memel                                                    | Memel                          |
| Karl August Milde           | 1805–1861    | Industrieller, Direktor d. Warschau-Wiener Eisenbahn                  | Breslau                        |
| Mildner                     |              | Bauer aus Janow                                                       | Beuthen                        |
| Moldenhauer                 |              | Lehrer aus Stojenthin                                                 | Stolpe                         |
| Moritz                      | ? - vor 1877 | Justizkommissar, später Rechtsanwalt und Justizrat in Magdeburg       | Torgau                         |
| Moewes*                     |              | Kreisschulze                                                          | 2. Jerichower Kreis            |
| Mroz                        |              | Bauer aus Grodczynsko                                                 | Groß Strelitz                  |
| Mrozig                      |              | Pfarrer aus Sussetz                                                   | Pleß                           |
| Theodor Müllensiefen        | 1802–1879    | Industrieller                                                         |                                |
| Müller, H.                  |              | Gemeindeverordneter aus Knipscherhof                                  | Sieg                           |
| Müller, Joh.                |              | Gutsbesitzer aus Imbach                                               | Solingen                       |
| Franz Friedrich Müller      | (1812–1856)  | Gutsherr aus Zell (Mosel)                                             | Zell (Mosel)                   |
| Müller, Friedrich Wilhelm   | † 1868       | Pastor in Riemberg und Tschilesen                                     | Wohlau                         |
| Müller                      |              | Lehnschulze aus Kuschkau                                              | Lübben                         |
| L. Müller                   |              | Land- und Stadtgerichtsrat                                            | Brieg                          |
| Friedrich Theodor Müller**  | 1811–1893    | Jurist, Landrat, Unterstaatssekretär                                  |                                |

### N
| Name                                         | Lebensdaten                      | Beruf                                                      | Wahlkreis               |
| -------------------------------------------- | -------------------------------- | ---------------------------------------------------------- | ----------------------- |
| Christian Gottfried Daniel Nees von Esenbeck | 1776–1858                        | Naturforscher, Naturphilosoph, Universitätspräsident       | Breslau                 |
| von Neetzow                                  |                                  | General-Landschaftsrat aus Wietzow                         | Demmin                  |
| Nehse                                        |                                  | Erbpächter in Gennin bei Dühringshof                       | Landsberg an der Warthe |
| August Wilhelm Nethe                         |                                  | Bürgermeister aus Burg                                     | Kr. Jerichow I.         |
| Carl Nettmann                                | ?–1858 (Untergang der "Austria") | Kaufmann, Fabrikbesitzer in Elsey bei Limburg an der Lenne | Iserlohn                |
| Neubarth                                     |                                  | Ortsrichter aus Wünschendorf                               | Merseburg               |
| Neuenburg, Heinrich                          | 1802– ?                          | Oberlandesgerichtsrat in Breslau                           | Neuwied                 |
| Neuhaus, Ludwig                              | 1810–1861                        | Weinhändler und Stadtrat                                   | Kreuznach               |
| Neumann, Guido                               |                                  | Land- und Stadtgerichtsdirektor                            | Posen                   |
| Nen[n]sti[e]l                                |                                  | Kaufmann aus Peiskretscham                                 | Tost-Gleiwitz           |
| Nickel                                       |                                  | Scholze aus Lindenau                                       | Grottkau                |
| Hermann Agathon Niemeyer                     | 1802–1851                        | Direktor, Dr.                                              | Halle                   |

### O
| Name                       | Lebensdaten | Beruf                         | Wahlkreis     |
| -------------------------- | ----------- | ----------------------------- | ------------- |
| Wilhelm Ostermann          | 1817–1856   | Oberlandesgerichtsassessor    | Dortmund      |
| Heinrich Philipp Osterrath | 1805–1880   | Oberregierungsrat             | Conitz        |
| Otto                       |             | Prediger                      | Liegnitz      |
| Otto, Carl Ludwig          | 1810–1872   | Landgerichtsassessor in Trier | Trier (Stadt) |

### P
| Name                          | Lebensdaten | Beruf                                                       | Wahlkreis    |
| ----------------------------- | ----------- | ----------------------------------------------------------- | ------------ |
| Packhäuser od. Pack[h]eiser   |             | Eigenkätner aus Wolla                                       | Gerdauen     |
| Pankow                        |             | Tagelöhner aus Rakitt                                       | Cammin       |
| Alexander Pape                | 1815–1869   | Cand. Theol. in Reichenbach/Schlesien                       | Münsterberg  |
| Eduard Rudolf Parrisius       | 1818–1905   | Jurist und Genossenschaftsbankier                           | Naumburg     |
| Carl August Pauckert          | 1814–1885   | Apotheker aus Treuenbrietzen                                | Zauch-Belzig |
| Pauls                         |             | Pfarrer                                                     | Eupen        |
| Friedrich Wilhelm Pax         | 1798–1867   | Gymnasiallehrer                                             | Magdeburg    |
| Eduard Isaac Heinrich Peltzer | 1810–1880   | Friedensrichter aus Remscheid                               | Lennep       |
| Peschke, Friedrich Wilhelm    | 1810–1868   | Bürgermeister in Spremberg                                  |              |
| Petere[c]k                    |             | Scholze aus Kauthen                                         | Ratibor      |
| Peters                        |             | Oberlandesgerichtsassessor aus Schwarza                     | Schleusingen |
| Petersen                      |             | Gutsbesitzer aus Wrotzlawken                                | Kulm         |
| Pfahl                         |             | Notar aus Zülpich                                           | Euskirchen   |
| Ernst von Pfuel**             | 1779–1866   | Kommandierender General, Gouverneur v. Berlin               |              |
| Adolph Phillips               | 1813–1877   | Oberbürgermeister von Elbing, Vizepräsident der PNV         | Elbing       |
| Piegsa, Johann Baptista       | 1814–1863   | Dr., Oberlehrer in Trzemeszno/Tremessen                     | Mogilno      |
| Pieper                        |             | Fleischermeister                                            | Fischhausen  |
| Pilet, Hermann                | 1815–1887   | Kammergerichts-Assessor in Stendal                          | Stendal      |
| Julius Hermann Pinder         | 1805–1867   | Jurist, Oberpräsident                                       | Breslau      |
| Pingen*                       |             | Dechant                                                     | Euskirchen   |
| Isidor Pinoff                 | 1814–1879   | Arzt                                                        | Schweidnitz  |
| Plath, Martin                 |             | Oberbürgermeister in Leba/Krs. Lauenburg i. Pom.            | Lauenburg    |
| Plönnis                       |             | Oberlandesgerichtsdirektor                                  | Altenkirchen |
| Pohle                         |             | Justizkommissar                                             | Guben        |
| Michael von Pokrzywnicki      | 1810–1855   | bischöfl. Syndikus, Ober-Landsgerichts-Assessor aus Pelplin | Conitz       |
| Pomieczynski                  |             | Pfarrer                                                     | Stargard     |
| Gustav Graf von Potworowski   | 1800–1860   | Rittergutsbesitzer in Gola b. Gostyn/Posen                  | Kröben       |
| Pruß                          |             | Dekan                                                       | Stuhm        |
| von Puttkamer                 |             | Landrat aus Stettin                                         | Randow       |

### Q
| Name     | Lebensdaten | Beruf                    | Wahlkreis' |
| -------- | ----------- | ------------------------ | ---------- |
| Quandt   |             | Ökonom aus Müllen        | Regenwalde |
| Quaßnick |             | Braukrüger aus Tanneberg | Luckau     |

### R

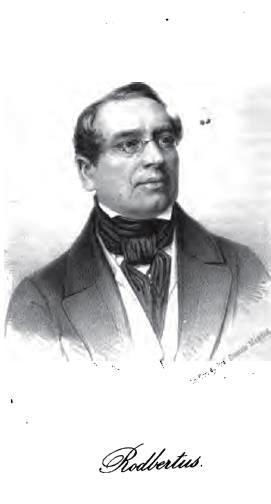
Johann Karl Rodbertus

| Name                                     | Lebensdaten | Beruf                                                                            | Wahlkreis                                 |
| ---------------------------------------- | ----------- | -------------------------------------------------------------------------------- | ----------------------------------------- |
| Raentsch                                 |             | Halbbauer und Freigutsbesitzer                                                   | Neustettin                                |
| Johann Radtke                            |             | Brauer, Gerichtsmann aus Wismar                                                  | Naugard                                   |
| Matthias Josef Raffauf                   | 1798–1873   | Gutsbesitzer in Wolken                                                           | Koblenz                                   |
| Rahn                                     |             | Mühlenbesitzer aus Zollin                                                        | Königsberg i. d. R.                       |
| Rehfeld                                  |             | Diakonus                                                                         | Sorau                                     |
| Reich                                    |             | Kaufmann                                                                         | Landshut                                  |
| Eduard von Reichenbach                   | 1812–1869   | Gutsbesitzer                                                                     | Neustadt (Schlesien)                      |
| Peter Reichensperger                     | 1810–1892   | Jurist, Obertribunalrat                                                          | Kempen                                    |
| August Reichensperger                    | 1808–1895   | Landgerichtsrat                                                                  | Bernkastel (Mai–Juni 1848; anschl. MdFNV) |
| Karl von Reichmeister                    | 1810–1860   | Landrat                                                                          | Kreis Obornik                             |
| Friedrich Reigers                        | 1818–1906   | Oberlandesgerichtsassessor in Vreden, Kreis Borken                               | Ahaus                                     |
| Reinicke, Friedrich Wilhelm              |             | Braueigner aus Spandau                                                           | Osthavelland                              |
| Reinige                                  |             | Apotheker                                                                        | Ziegenrück                                |
| Repel[l]                                 |             | Brettschneider aus Pöppeln                                                       | Rummelsburg                               |
| Rettig                                   |             | Tischlermeister aus Schippenbeil                                                 | Friedland                                 |
| Robert Reuter                            | 1816–1864   | Gutsbesitzer, Landrat                                                            | Johannisburg                              |
| Richter                                  |             | Kölmer aus Schwirgstein, Kreis Ortelsburg                                        | Ortelsburg                                |
| Karl Richter                             | 1804–1869   | Kanonikus in Pelplin, Prof. für Philosophie u. Dogmatik am Priesterseminar       | Berent                                    |
| Riebe                                    |             | Bauer aus Rohrsdorf                                                              | Greiffenhagen                             |
| Riedel                                   |             | Schulze aus Strohsdorf                                                           | Pyritz                                    |
| Adolph Friedrich Johann Riedel           | 1809–1872   | Archivar und Historiker                                                          | Nieder-Barnim                             |
| Friedrich Wilhelm Alexander Carl Rie[h]l | 1818–       | Oberlandesgerichts-Assessor in Königsberg/Neumark, später Kreisrichter in Soldin | Königsberg/Neumark                        |
| Riemann                                  |             | Gutspächter aus Bochin                                                           | Westpriegnitz                             |
| Wilhelm Rintelen                         | 1797–1869   | Jurist, OLG-Präsident, Justizminister                                            | Meschede                                  |
| Rißmann                                  |             | Gutsbesitzer                                                                     | Birnbaum                                  |
| Ritz, Peter Ludwig Wilhelm               | 1789–1858   | Oberregierungsrat in Aachen                                                      | Gladbach                                  |
| Johann Karl Rodbertus                    | 1805–1875   | Jurist, Gutsbesitzer, Kultusminister                                             | Usedom-Wollin                             |
| Röder                                    |             | Rittergutsbesitzer auf Stechau                                                   | Schweinitz                                |
| Wilhelm Rohden**                         | 1806–1871   | Jurist, Landgerichtsdirektor                                                     |                                           |
| Rötscher                                 |             | Rentier aus Wennungen                                                            | Querfurth                                 |
| Rus[s]zkiewicz, Martin                   |             | Schulze aus Xierx                                                                | Inowraclaw                                |
| Rybnicki                                 |             | Scholze aus Nieder-Rodeschau                                                     | Rybnick                                   |

### S

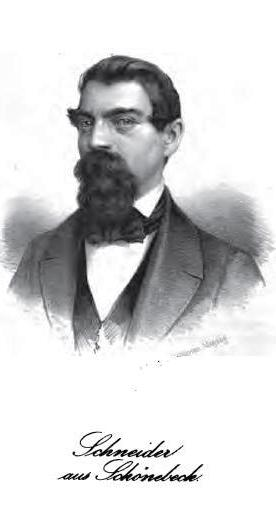
Ludwig Karl Eduard Schneider
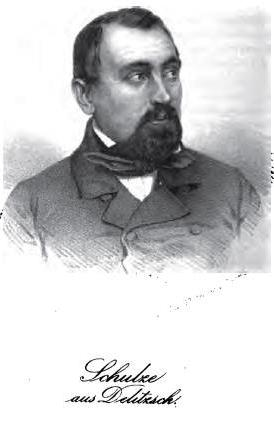
Hermann Schulze-Delitzsch
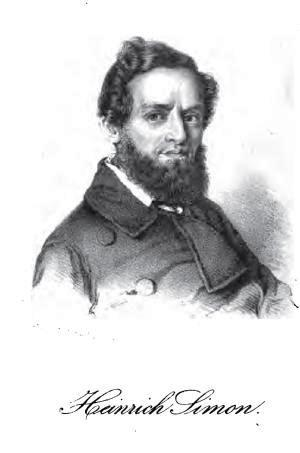
August Heinrich Simon
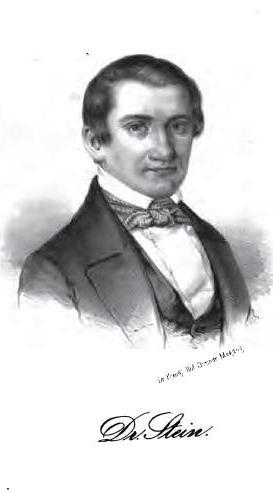
Julius Stein

| Name                                              | Lebensdaten     | Beruf                                              | Wahlkreis              |
| ------------------------------------------------- | --------------- | -------------------------------------------------- | ---------------------- |
| Salis, Karl                                       |                 | Färbemeister und Ratsmann aus Driesen              | Friedeberg/Neumark     |
| Salut                                             |                 | Kaufmann aus Hohenfriedberg                        | Volkenhayn (Schlesien) |
| Ferdinand Sames                                   | 1809–1871       | Friedensrichter in Kirchberg, Kreis Simmern        | Simmern                |
| Ludwig Schadebrodt                                |                 | Prediger                                           | Neidenburg             |
| Schadt                                            |                 | Justizamtmann                                      | Neuwied                |
| Schaffrane[c]k, Joseph                            | 1807–1874       | Pastor in Beuthen                                  | Beuthen                |
| Scheden                                           |                 | Oberförster                                        | Chodziesen             |
| Scheele                                           |                 | Land- und Stadtgerichtsrat                         | Oschersleben           |
| Schell                                            |                 | Professor aus Glogau                               | Steinau                |
| Schiller                                          |                 | Gerichtsschreiber                                  | Landeshut              |
| Schlegel                                          |                 | Land- und Stadtgerichtsrat                         | Goldapp                |
| Julius Freiherr von Schleinitz**                  | 1806–1865       | Jurist, Regierungspräsident                        |                        |
| Johann Heinrich Schlink                           | 1793–1863       | Appellationsgerichtsrat aus Köln                   | Koblenz                |
| Schlitte                                          |                 | Oberlandesgerichtsrat                              | Halberstadt            |
| Schmidt                                           |                 | Eigenkäthner                                       | Braunsberg             |
| Schmidt                                           |                 | Rektor aus Filehne                                 | Czarnikau              |
| Schmidt                                           |                 | Dr. med.                                           | Danzig                 |
| Schmidt                                           |                 | Amtmann                                            | Beeskow-Storkow        |
| Schmöle, Ludwig                                   |                 | Fabrikbesitzer                                     | Iserlohn               |
| Ludwig Karl Eduard Schneider                      | 1809–1889       | Jurist, Kommunalpolitiker, Botaniker               | Kalbe                  |
| Schneider*                                        |                 | Gutsbesitzer aus Tschirnitz                        | Jauer                  |
| Heinrich Theodor von Schön                        | 1773–1856       | Oberpräsident, Staatsminister, Ehrenbürger         | Königsberg             |
| Schön                                             |                 | Assessor                                           | Oppeln                 |
| Schön*                                            |                 | Bauer                                              | Züllichau              |
| Schön                                             |                 | Häusler                                            | Pleß                   |
| Schönborn, Wilhelm Theodor                        | 1811– nach 1886 | Lehrer an der Kreisschule Krotoschin               | Krotoschin             |
| Martin Gottfried Julius Schöne                    | 1810–1873       | Pastor in Rothenburg an der Oder von 1839 bis 1858 | Grünberg in Schlesien  |
| Scholtissek                                       |                 | Schulze aus Margsdorf                              | Kreutzburg             |
| Scholz                                            |                 | Kreissekretär                                      | Meseritz               |
| Scholz                                            |                 | Bauerngutsbesitzer aus Neukirch                    | Schönau                |
| Schol[t]z                                         |                 | Krämer aus Ober-Groß-Hartmannsdorf                 | Bunzlau                |
| Schornbaum, Joseph                                |                 | Staatsprokurator am Landgericht Trier              | Aachen Stadt           |
| Schramm, Carl                                     | 1810–1888       | Dr., Konrektor                                     | Langensalza            |
| Rudolph Schramm                                   | 1813–1882       | Regierungsassessor und Publizist                   | Langensalza            |
| Schruff, Anton                                    | 1804–1885       | Dr. med. aus Hillesheim bei Daun                   | Daun                   |
| Schütze, Ernst                                    |                 | Justizkommissar aus Lissa                          | Fraustadt              |
| Schulte, H.                                       |                 | Pfarrdekan aus Frackenhorst                        | Warendorf              |
| Karl Heinrich Schultz                             | 1814–1887       | Justizkommissar                                    | Wanzleben              |
| Schulz-Kattenbach                                 |                 | Häusler aus Tauchel                                | Sorau                  |
| Schulz                                            |                 | Pfarrer                                            | Marienburg             |
| Schulze                                           |                 | Lehrer                                             | Schwetz                |
| Schultze, Carl Wilhelm                            | 1818–1878       | Ob.-L.-Ger.-Assessor                               | Minden                 |
| Hermann Schulze-Delitzsch                         | 1808–1883       | Jurist, Patrimonialrichter                         | Delitzsch              |
| Schuth oder Schüth                                |                 | Schullehrer (Informator?), Dr. phil.               | Büren                  |
| August Heinrich Simon                             | 1805–1860       | Richter, Publizist, Unternehmer                    |                        |
| Schwickerath, Johann Baptist                      | 1803–1876       | Kaufmann aus Schönecken, Kreis Prüm                | Prüm                   |
| Schwieger                                         |                 | Justizkommissar                                    | Oberbarnim             |
| Schwonder                                         |                 | Bauer und Ökonomiekommissar                        | Flatow                 |
| Heinrich Seffner                                  | 1805–1888       | Bürgermeister von Merseburg                        | Merseburg              |
| Julius Sehmsdorff*                                | 1811–1900       | Freischulzengutsbesitzer in Podanin b. Chodziesen  | Chodziesen             |
| Seidel                                            |                 | Geheimer Finanzrat                                 | Saal-Kreis             |
| Semrau                                            |                 | Bauer und Freischulz aus Lichtenhagen              | Schlochau              |
| Siebert                                           |                 | Buchdrucker                                        | Soldin                 |
| Siegert                                           |                 | Erbscholze aus Michelwitz                          | Strehlen               |
| Ludwig Simons                                     | 1803–1870       | Jurist, Justizminister, Kronsyndikus               | Elberfeld              |
| Skiba, Anton                                      | 1805– vor 1867  | Pastor in Rahmel                                   | Neustadt (Preußen)     |
| Sohrweide                                         |                 | Büdner aus Cammin                                  | Greiffenberg           |
| Reinhold Solger**                                 | 1817–1866       | Gelehrter, Schriftsteller                          |                        |
| Johann Friedrich Joseph Sommer                    | 1793–1856       | Jurist, Publizist                                  | Brilon                 |
| Specht                                            |                 | Mühlenbesitzer aus Nieder-Prangenau                | Carthaus               |
| Carl Sperling                                     | 1802–1864       | Oberbürgermeister v. Königsberg                    | Gumbinnen              |
| Sperling                                          |                 | Justizsekretär aus Genthin                         | 2. Jerichower Kreis    |
| Spitzel                                           |                 | Lehnschulze aus Seebeck                            | Ruppin                 |
| Stachelscheidt                                    |                 | Amtmann aus Drolshagen                             | Olpe                   |
| Carl Ferdinand Julius Stalling                    | 1810–1867       | Pastor                                             | Freystadt              |
| Rudolph Steimmig                                  |                 | Fabrikant                                          | Danzig Stadt           |
| Julius Stein                                      | 1813–1889       | Oberlehrer                                         | Breslau                |
| Steinbeck                                         | 1804–           | Kreisphysikus aus Brandenburg                      | Westhavelland          |
| Stephany                                          |                 | Tischler aus Sonnenborn                            | Mohrungen              |
| Franciszek Steffanowicz (Stefanowicz)             | 1801–1871       | Dekan aus Punitz                                   | Kröben                 |
| Stiller                                           |                 | Kreistaxator aus Hohendorf                         | Haynau                 |
| Feliks Strybel                                    | 1814–1871       | Propst aus Grabow                                  | Schildberg             |
| Joseph Stupp                                      | 1793–1870       | Jurist, Oberbürgermeister v. Köln                  | Düren                  |
| Friedrich Heinrich Sümmermann gen. Schulze-Korten | 1805–1854       | Landwirt, Gutsbesitzer in Scheda bei Iserlohn      | Hamm                   |
| Karl Leopold Adolf Sydow                          | 1800–1882       | Pastor und Theologe                                | Berlin                 |
| Pantaleon Szuman                                  | 1782–1849       | Gutsbesitzer, Reg.-Rat a. D. aus Kujawski          | Wongrowiec             |

### T

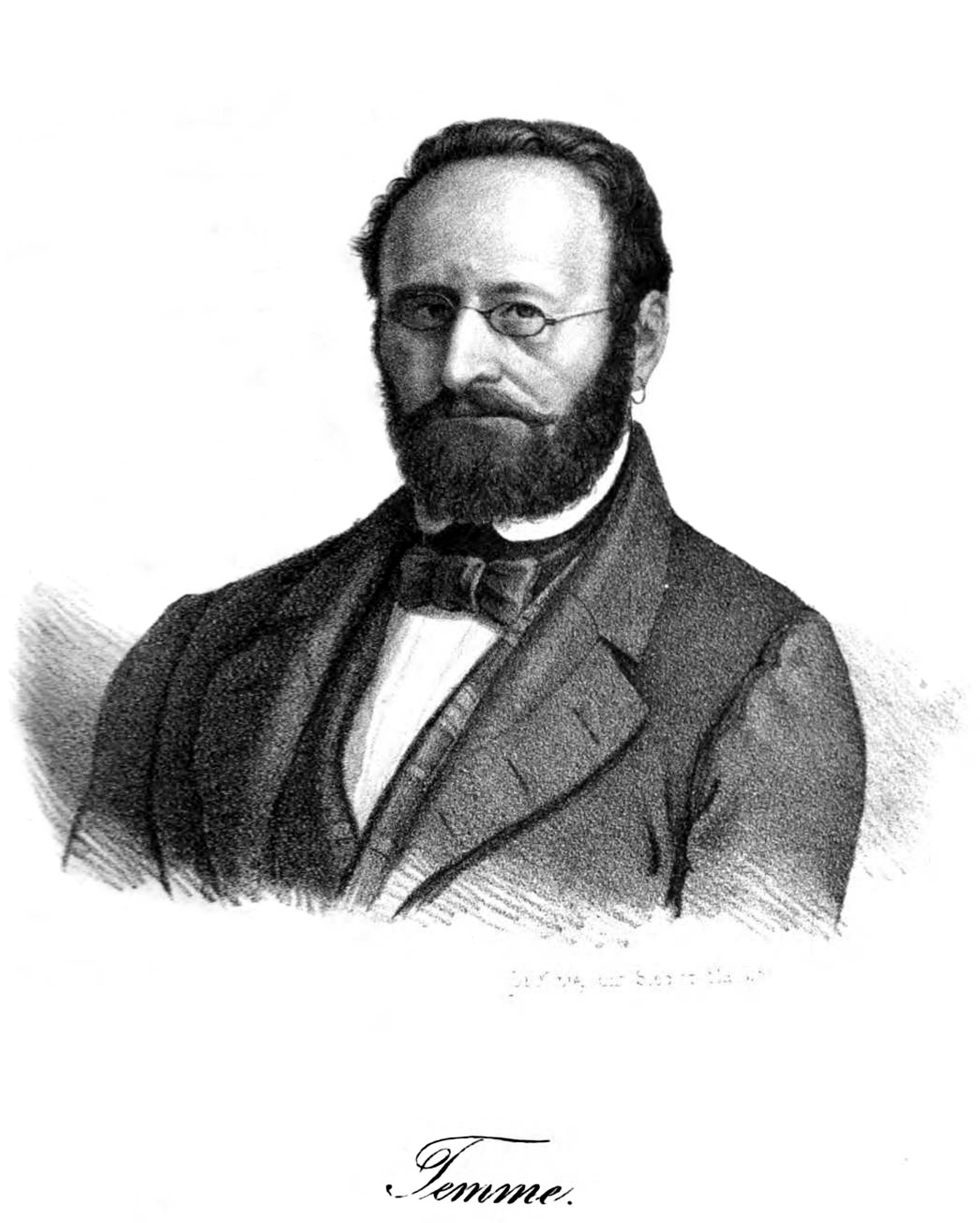
Hubertus Temme

| Name                         | Lebensdaten | Beruf                                                | Wahlkreis                      |
| ---------------------------- | ----------- | ---------------------------------------------------- | ------------------------------ |
| Alfonse Graf von Taczanowski | 1815–1867   | Landschaftsrat aus Taczanowo                         | Wreschen                       |
| Tamnau, Johann Friedrich     | 1806– ?     | Justizkommissar                                      | Königsberg                     |
| Taczarski                    |             | Propst                                               | Samter                         |
| Teichmann                    |             | Justizkommissar aus Breslau                          | Schweidnitz                    |
| Jodocus Temme                | 1798–1881   | Jurist, OLG-Vizepräsident, Hochschullehrer           | Ragnit                         |
| Teske                        |             | Gutspächter aus Gust/Pommern                         | Fürstenthum (Reg.-Bez. Köslin) |
| Thederahn                    |             | Bauer und Schulz aus Dahlhausen                      | Ostpriegnitz                   |
| Thüm                         |             | Distriktskommissar aus Tuchorze                      | Bomst                          |
| Thümmel                      |             | Oberlandesgerichtsassessor                           | Zeitz                          |
| Tietze                       |             | Erbscholtiseibesitzer aus Dobrtowitz, Kreis Militsch | Militsch                       |
| Töbe                         |             | Pastor aus Namslau                                   | Namslau                        |
| von Trapczynski              |             | Justizkommissar, Rechtsanwalt                        | Schroda                        |
| Treiber                      |             | Kanzleirat aus Stolberg                              | Sangerhausen                   |
| Joseph Tüshaus               | 1799–1883   | Oberlandesgerichtsrat aus Münster                    | Kreis Münster                  |

### U

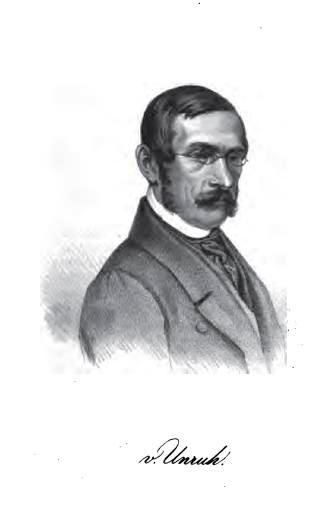
Viktor von Unruh

| Name                | Lebensdaten | Beruf                                  | Wahlkreis      |
| ------------------- | ----------- | -------------------------------------- | -------------- |
| Leberecht Uhlich    | 1799–1872   | Theologe, Gemeindepfarrer in Magdeburg | Neuhaldesleben |
| Caspar Ignaz Ulrich | 1788–1863   | Geheimer Obertribunalrat aus Berlin    | Soest          |
| Ulrich              |             | Post-Sekretär                          | Anklam         |
| Viktor von Unruh    | 1806–1886   | Baurat, Bauunternehmer                 | Magdeburg      |
| Upmeyer             |             | Ökonom aus Bergholzhausen              | Halle          |
| Uttech              |             | Justizkommissar                        | Görlitz        |

### V
| Name                                 | Lebensdaten | Beruf                                     | Wahlkreis       |
| ------------------------------------ | ----------- | ----------------------------------------- | --------------- |
| Viktor Valdenaire                    | 1812–1881   | Fabrikant                                 | Landkreis Trier |
| Vennewitz                            |             | Gerichtsrat                               | Höxter          |
| Vogelfang                            |             | Land- und Stadtgerichtsdirektor           | Lüddinghausen   |
| Konstantin Bernhard von Voigts-Rhetz | 1809–1877   | General der Infanterie, Generalgouverneur | Görlitz         |

### W

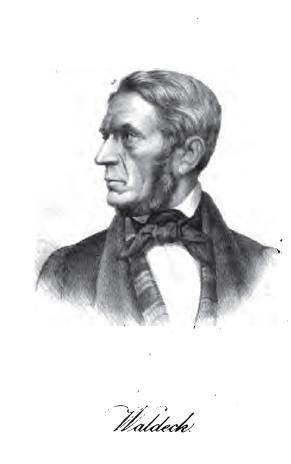
Benedikt Waldeck
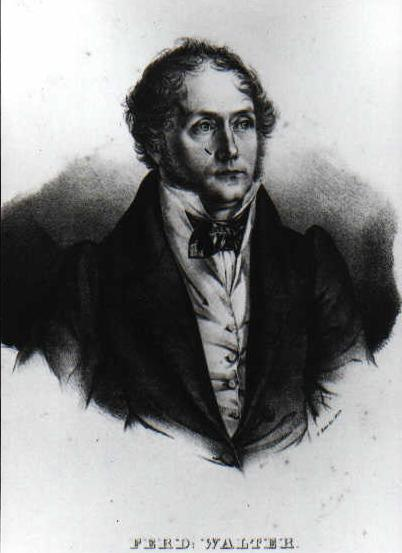
Ferdinand Walter
Eduard Windthorst
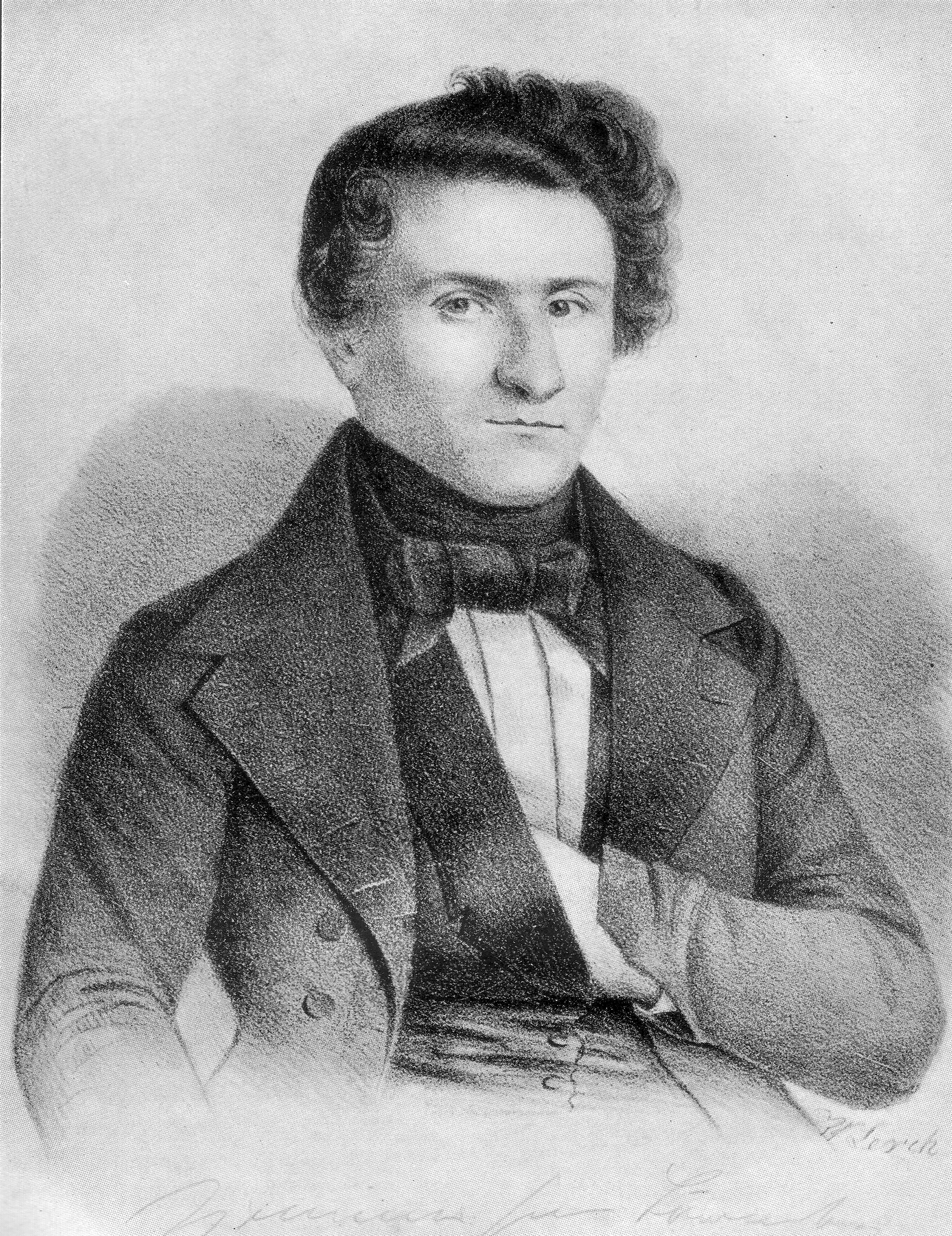
Hermann Wollheim

| Name                         | Lebensdaten | Beruf                                    | Wahlkreis     |
| ---------------------------- | ----------- | ---------------------------------------- | ------------- |
| Ernst Wachler**              | 1803–1888   | Jurist, Kreisgerichtsdirektor            |               |
| Franz Rudolf Wachsmuth       | 1810–1903   | Stadtrichter                             | Arnswalde     |
| Benedikt Waldeck             | 1802–1870   | Jurist, Obertribunalrat                  | Berlin        |
| Ferdinand Walter             | 1794–1879   | Jurist, Kirchenrechtler, Hochschullehrer | Rheinbach     |
| Wander                       |             | Prediger                                 | Striegau      |
| Karl von Wangenheim          | 1797–1853   | Oberlandesgerichtsrat                    | Saatzig       |
| Wegener                      |             | Apotheker                                | Westpriegnitz |
| Ferdinand Friedrich Weichsel | 1788–1854   | Justizkommissar                          | Wolmirstedt   |
| Johann Weisgerber*           | 1793–?      | Appellationsgerichtsrat                  | St. Wendel    |
| Karl Leopold Wencelius       | 1808–1864   | Dr. med.                                 | Trier         |
| Wenger                       |             | Pfarrer                                  | Labiau        |
| Westhoff                     |             | Pfarrer                                  | Bochum        |
| Westermann                   |             | Justizkommissar                          | Duisburg      |
| Johann Ehrenfried Willenberg | 1795–1881   | Erbscholtisei-Besitzer                   | Liegnitz      |
| Hermann Wollheim             | 1817–1855   | Arzt, Schriftsteller                     | Kreis Wohlau  |

### Z

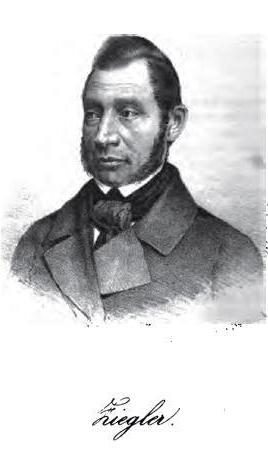
Franz Ziegler

| Name                  | Lebensdaten | Beruf                                                                                        | Wahlkreis    |
| --------------------- | ----------- | -------------------------------------------------------------------------------------------- | ------------ |
| Zachariä              |             | Justizkommissar                                                                              | Grimmen      |
| Zacharias             |             | Kaufmann                                                                                     | Berlin       |
| Zenker                |             | Stadtrichter                                                                                 | Löwenberg    |
| von Zettwitz          |             | Freigutsbesitzer                                                                             | Obornik      |
| Franz Ziegler*/**     | 1803–1876   | Jurist, Oberbürgermeister der Stadt Brandenburg an der Havel, Schriftsteller, Parlamentarier | Zauch-Belzig |
| Zimmermann            |             | Kaufmann                                                                                     | Lauban       |
| Marcell von Zoltowski | 1812–1901   | Generallandschaftsdirektor                                                                   | Kosten       |
| Christian Zorn        |             | Rektor                                                                                       | Wartenberg   |
| Karl Hermann Zweiffel |             | Oberprokurator                                                                               | Wittlich     |